# Harrison Reed (calciatore)
Harrison Reed (Worthing, 27 gennaio 1995) è un calciatore inglese, centrocampista del Fulham.

## Caratteristiche tecniche
Regista di centrocampo di piede destro. Molto rapido nei movimenti, tatticamente intelligente, è un classico play basso. I limiti sono nella fisicità, non essendo molto alto e nella tecnica individuale, gioca esclusivamente sul destro. Dal suo canto possiede una discreta velocità di circolazione della palla e una buona facilità di corsa e di interdizione.

## Carriera

### Club

#### Southampton
Reed fa il suo esordio con il Southampton il 27 agosto 2013 in una gara di Coppa di Lega contro il Barnsley: entra al minuto 81 sostituendo Jay Rodriguez. Il 7 dicembre 2013 Reed debutta in Premier League subentrando a Steven Davis in una partita contro il Manchester City.
La sua prima presenza da titolare in un match di campionato avviene il 20 dicembre 2014, in una vittoria per 3-0 sull'Everton, in cui gioca tutti i novanta minuti.

#### Norwich City
Il 5 luglio 2017, si trasferisce in prestito al Norwich City. Fa il suo debutto il 5 agosto 2017, nel pareggio per 1–1 conto il Fulham al Craven Cottage. A fine stagione torna al Southampton.

#### Blackburn Rovers
Il 27 agosto 2018 lascia nuovamente il club per un nuovo prestito, questa volta al Blackburn.

#### Fulham
L'8 agosto 2019, si trasferisce in prestito al Fulham per la stagione 2019–2020 e contribuisce alla promozione in Premier League, vincendo i playoff di Championship. Il 30 agosto 2020 viene riscattato a titolo definitivo dai Cottagers.

### Nazionale
Reed ha giocato nella Nazionale Inglese Under-19 e in seguito per la Nazionale Inglese Under-20.

## Statistiche

### Presenze e reti nei club
Statistiche aggiornate al 31 agosto 2020.
| Stagione           | Squadra            | Campionato         | Campionato | Campionato | Coppe nazionali | Coppe nazionali | Coppe nazionali | Coppe continentali | Coppe continentali | Coppe continentali | Altre coppe | Altre coppe | Altre coppe | Totale | Totale |
| Stagione           | Squadra            | Comp               | Pres       | Reti       | Comp            | Pres            | Reti            | Comp               | Pres               | Reti               | Comp        | Pres        | Reti        | Pres   | Reti   |
| ------------------ | ------------------ | ------------------ | ---------- | ---------- | --------------- | --------------- | --------------- | ------------------ | ------------------ | ------------------ | ----------- | ----------- | ----------- | ------ | ------ |
| 2013-2014          | Southampton        | PL                 | 4          | 0          | FACup+CdL       | 3+1             | 0               | -                  | -                  | -                  | -           | -           | -           | 8      | 0      |
| 2014-2015          | Southampton        | PL                 | 9          | 0          | FACup+CdL       | 1+0             | 0               | -                  | -                  | -                  | -           | -           | -           | 10     | 0      |
| 2015-2016          | Southampton        | PL                 | 1          | 0          | FACup+CdL       | 0               | 0               | UEL                | 2                  | 0                  | -           | -           | -           | 3      | 0      |
| 2016-2017          | Southampton        | PL                 | 3          | 0          | FACup+CdL       | 3+3             | 0               | UEL                | 0                  | 0                  | -           | -           | -           | 9      | 0      |
| Totale Southampton | Totale Southampton | Totale Southampton | 17         | 0          |                 | 11              | 0               |                    | 2                  | 0                  |             | -           | -           | 30     | 0      |
| 2017-2018          | Norwich City       | FLC                | 39         | 1          | FACup+CdL       | 1+3             | 0               | -                  | -                  | -                  | -           | -           | -           | 43     | 1      |
| 2018-2019          | Blackburn          | FLC                | 33         | 3          | FACup+CdL       | 2+1             | 0               | -                  | -                  | -                  | -           | -           | -           | 36     | 3      |
| 2019-2020          | Fulham             | FLC                | 25+3       | 0          | FACup+CdL       | 0+0             | 0               | -                  | -                  | -                  | -           | -           | -           | 28     | 0      |
| Totale carriera    | Totale carriera    | Totale carriera    | 117        | 4          |                 | 18              | 0               |                    | 2                  | 0                  |             | -           | -           | 137    | 4      |

## Palmarès

### Club

#### Competizioni nazionali
- Campionato inglese di seconda divisione: 1

Fulham: 2021-2022